# Criptofani

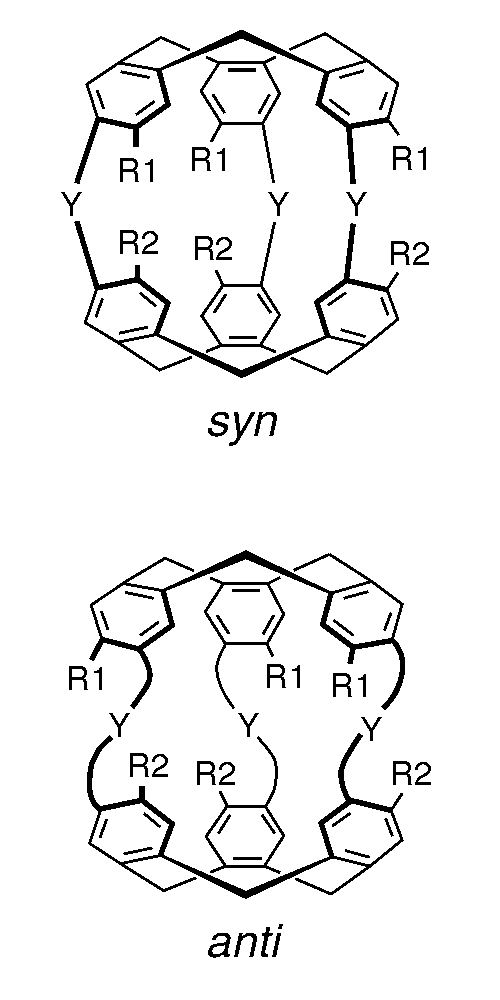
Struttura dei criptofani

I criptofani sono una classe di composti organici supramolecolari studiati e sintetizzati primariamente per la loro capacità di racchiudere al loro interno (incapsulamento) molecole o singoli atomi. L'incapsulamento è specifico data la taglia dell'ospite.
Una applicazione degna di nota dei criptofani è lo stoccaggio di gas idrogeno per il loro potenziale uso in automobili a celle a combustibile. I criptofani possono anche servire come reattori nei quali i chimici organici possono condurre reazioni in condizioni che altrimenti sarebbero inadeguate. Grazie alla loro specifica proprietà di riconoscimento molecolare i criptofani portano con loro grandi aspettative riguardo allo studio delle interazione fra molecole organiche e i loro substrati, soprattutto pertinenti ad applicazioni biologiche e biochimiche
.

## Struttura
I criptofani sono gabbie formate da due unità [1.1.1]ortociclofani (vedi ciclotriveratrilene), connessi da tre ponti (Y). Si può anche scegliere i sostituenti periferici R1 ed R2 attaccati all'anello aromatico delle unità monomeriche. La maggior parte dei criptofani esibisce due forme diastereoisomeriche (sin e anti) che si possono distinguere per le loro differenti simmetrie. Questo schema generale offre una varietà di scelte per il quale forma, volume e proprietà chimiche all'interno della gabbia possono essere modificate.

## Classificazione generale
A seconda della loro struttura, le gabbie di criptofani vengono classificate come indica la seguente tabella.
| Struttura                       | Struttura | Struttura | Nome      | Nome      |                  |
| Ponti Y                         | R1        | R2        | anti      | syn       | già descritti in |
| ------------------------------- | --------- | --------- | --------- | --------- | ---------------- |
| 3 × O(CX2)2O, where X is H or D | OCX3      | OCX3      | A         |           | Brotin et al.    |
| 3 × O(CX2)2O                    | OCH2CO2H  | OCH2CO2H  | A3        |           |                  |
| 3 × O(CX2)2O                    | OCH3      | H         | C         | D         |                  |
| 3 × O(CH2)3O                    | OCH3      | OCH3      | E         | F         |                  |
| 3 × O(CH2)3O                    | OCH2CO2H  | OCH2CO2H  | E3        |           |                  |
| 3 × O(CH2)5O                    | OCH3      | OCH3      | O         | P         |                  |
| 3 × O(CH2)5O                    | OCH2CO2H  | OCH2CO2H  | O3        |           |                  |
| 3 × OCH2C≡CC≡CH2O               | CH3       | CH3       | γ (gamma) | δ (delta) |                  |
| 2 × O(CH2)2O, 1 × O(CH2)3O      | OCH3      | OCH3      | 223       |           |                  |
| 2 × O(CH2)3O, 1 × O(CH2)2O      | OCH3      | OCH3      | 233       |           |                  |
| 2 × O(CH2)2O, 1 × O(CH2)4O      | OCH3      | OCH3      | 224       |           |                  |